# 이지 (문신)
이지(李至, 생년 미상 ~ 1414년 12월 9일)는 고려 말 조선 초의 문신, 정치인, 유학자이다.  본관은 진위(振威), 조선 태종(太宗)의 섭태부(攝太傅)이자 명신(名臣)중 한 사람이었다.  태종(14년)에 문간(文簡) 시호를 받았다.
고려조(高麗朝)의 공민왕(恭愍王), 우왕(禑王), 창왕(昌王), 공양왕(恭讓王), 조선조(朝鮮朝)의 태조(太祖), 정종(定宗), 태종(太宗)의 왕들을 거치며 태사(太師), 승지(承旨), 판한성부사(判漢城府事), 사헌부대사헌(司憲府大司憲), 예문관 대제학(藝文館大提學), 호조 판서(戶曹判書), 형조 판서(刑曹判書), 예조 판서(禮曹判書)를 거치면서 여말선초(麗末鮮初)를 함께 한 고려 말 조선 초기의 명신(名臣)이었다.
고려 공민왕 시절부터 황희, 맹사성, 윤회와 함께 국정운영에 참여 했다.   훗날 세종(世宗)의 명신(名臣)이 되는 황희(黃喜), 맹사성(孟思誠), 윤회(尹淮)의 국정운영에 관한 조언과 가르침을 주었던 선배이자 스승이기도 하다.

## 생애
본관은 진위(振威)이다.  자(字)는 지격(至格), 호(號)는 퇴암(退菴), 시호는 문간(文簡)이다.
고려 공민왕 때 과거에 급제하고, 춘추관에 들어가 사관(史官)으로 복무하였다. 1383년(우왕 9) 좌사의대부(左司議大夫)에 올랐으며 한학과 문장에 능해 성절사(聖節使)로 명나라에 다녀왔다.
1388년 상서원소윤(尙瑞院少尹)을 역임하고 위화도회군에 참여해 밀직사에 오르고, 이듬해 밀직제학에 제수되었고, 하정사(賀正使)로서 다시 명나라에 다녀왔다. 이어 강릉교주도도관찰사를 역임하고 1392년 공양왕의 세자 정성군(定城君) 왕석(王奭)의 태사(太師)가 되었다.
1392년 조선 건국에 참여해 개국공신 3등에 책록되었다. 그리고 중추원부사·지중추원사를 역임하면서 척불론(斥佛論)을 내세워 유교의 이념 정착에 힘썼다. 1393년(태조 2) 조선에 온 명나라 사신 황영기(黃永奇)를 따라 명나라에 갔다가 돌아왔다.
1396년 상의중추원사(商議中樞院事)로서 충청·전라·경상도 도찰리사(都察理使)가 되어 민정을 시찰했고, 1398년 경상도도관찰사가 되어 영농과 양병, 특히 빈민 구제에 힘썼다.
그 뒤 충청도도관찰사, 예문관·춘추관 대학사를 거쳐 1401년(태종 1) 사헌부대사헌에 발탁, 시무책을 올렸다. 내용은 첫째 가묘법(家廟法)을 엄격히 하고, 둘째 행정을 공평히 하며, 셋째 감찰기능을 강화하고, 넷째 서북면에 대한 진휼책 실시를 주장하였다.
이어서 예문관대제학·서북면도순무사를 역임하고, 1405년 호조판서가 되어 경제 시책으로서 공신전을 감축해 재정을 확보하고, 광흥창의 양곡을 풍저창·군자감으로의 전용을 금지시켜 녹봉제의 토대를 정비하였다.
1407년 형조판서가 되어서는 공신들의 횡포를 제거하고자 했으며, 그 뒤 예조판서·판한성부사를 지냈다. 직무에 충실했으며 성품이 강직했다 한다.

태조(太祖) 이성계(李成桂)가 사망하자 태종(太宗)은 이지(李至)와 맹사성(孟思誠)에게 태조(太祖)시책(諡冊)·시보(諡寶)를 빈전(殯殿)에 올리게 하였다. (태종실록 16권, 태종 8년 9월 4일)
 
섭태부(攝太傅) 예조 판서(禮曹判書) 이지(李至)와 섭중서령(攝中書令) 한성 윤(漢城尹) 맹사성(孟思誠)을 보내어 여러 관원을 거느리고 시책(諡冊)·시보(諡寶)를 빈전(殯殿)에 올리게 하였다. 시책(諡冊)에 이르기를,
"왕업(王業)을 창건(創建)하고 자손에게 모유(謀猷)를 남기는 것은 실로 대덕(大德)으로 말미암고, 이름을 바꾸어 시호(諡號)를 정하는 것은 오직 지공(至公)으로써 하는 것입니다. 공경하여 옛법에 따라서 아름다운 칭호[徽號]를 드립니다. 공손히 생각하옵건대, 대행 태상왕(大行太上王)께서는 신성(神聖)한 자품(資稟)을 타고나시고 관인(寬仁)한 마음을 가지셨습니다. 전조(前朝)159)의 쇠퇴한 말년을 당하여 능히 많은 난(難)을 평정하시고, 상천(上天)의 두터운 권우(眷佑)에 응하여 큰 기업(基業)을 창조하셨습니다. 무위(武威)를 바람과 우레처럼 떨치고 문치(文治)를 해와 달처럼 밝히셨습니다. 공경히 황제(皇帝)의 명령을 받아 국호(國號)를 고쳐서 새롭게 하였고, 신도(神都)를 달관(達觀)하시어 백성의 삶을 길이 편안하게 하셨습니다. 우리의 무강(無彊)한 운수(運數)를 열어주었으니 실로 호생(好生)의 마음에 근원한 것입니다. 정사(政事)는 곤궁한 사람을 먼저하고 은혜는 동식물(動植物)에 미쳤습니다. 외람히 간대(艱大)함을 계승하매 백년을 영양(榮養)할까 하였더니, 어찌 빈천(賓天)의 수레를 재촉하시어 홀연히 땅을 치는 슬픔을 남기셨습니까? 마땅히 추숭(追崇)의 예(禮)를 거행하여 귀미(歸美)의 정성을 펴야 하겠습니다. 그러므로 아름다운 칭호를 지어서 후세 자손에게 전하여 보입니다. 삼가 모관(某官)을 보내어 옥책(玉冊)을 받들어 존호(尊號)를 올리기를, ‘지인 계운 성문 신무 대왕(至仁啓運聖文神武大王)’이라 하고, 묘호(廟號)를 ‘태조(太祖)’라 합니다. 우러러 충감(沖鑑)을 바라옵고, 굽어 정충(精衷)을 살피셔서 거듭 많은 복(福)을 주시어 자손을 천억년(千億年)에 보존하고, 가만히 홍조(洪祚)를 도우시어 천지(天地)와 더불어 구장(久長)하게 하소서."
하였다. 시보(諡寶)는 전자(篆字)로 ‘지인 계운 성문 신무 대왕 지보(至仁啓運聖文神武大王之寶)’라 쓰고, 체제(體制)는 봉숭(封崇)하는 금보(金寶)의 예(例)를 썼다.

 — 《태종실록》 16권,
태종 8년 (1408년) 9월 4일 (기유)
이지(李至)가 사망하자 태종(太宗)은 3일 동안 철조(轍朝)하고 문간(文簡)이라 시호를 주었다. (태종실록 28권, 태종 14년 12월 9일
 
판한성부사(判漢城府事) 이지(李至)가 졸(卒)하니, 3일 동안 철조(轍朝)하고 문간(文簡)이라 시호를 주었다.

 — 《태종실록》 28권,
태종 14년 (1414년) 12월 9일 (무인)

## 맹사성(孟思誠), 황희(黃喜), 윤회(尹淮) 와의 관계
이지(李至)는 고려조(高麗朝)의 공민왕(恭愍王), 우왕(禑王), 창왕(昌王), 공양왕(恭讓王), 조선조(朝鮮朝)의 태조(太祖), 정종(定宗), 태종(太宗)의 왕들을 거치며, 태사(太師), 승지(承旨), 판한성부사(判漢城府事), 사헌부대사헌(司憲府大司憲), 예문관 대제학(藝文館大提學), 호조 판서(戶曹判書), 형조 판서(刑曹判書), 예조 판서(禮曹判書)를 역임하며 여말선초(麗末鮮初)를 함께 했다.  조선건국 이후에는 개국공신(開國功臣)으로써 조선왕조의 제도화 및 안정화에 힘썼다.  섭태부(攝太傅)에 제수되면서 태종에게 국정에 관한 조언을 아끼지 않았다고 한다.
고려 공민왕 시절부터 황희, 맹사성, 윤회와 함께 국정운영에 참여 했다.  훗날 세종(世宗)의 명신(名臣)이 되는 황희(黃喜), 맹사성(孟思誠), 윤회(尹淮)의 국정운영에 관한 조언과 가르침을 주었던 선배이자 스승이기도 하다.
황희(黃喜)에게는 주로 인사, 행정, 군사쪽의 가르침을 주었으며 맹사성(孟思誠)에게는 교육과 제도 정비, 윤회(尹淮)에게는 외교 활동에 관한 조언과 가르침을 주었다.  또한 과거시험 제도화에 대한 조언을 맹사성(孟思誠)과 윤회(尹淮)에게 주었다.
훗날 조선 태조(太祖)가 사망하자 태종(太宗)은 이지(李至)와 맹사성(孟思誠)에게 태조(太祖)의 제문(祭文)을 올리게 했다.  당시 이지(李至)는 태종(太宗)의 섭태부(攝太傅)이자 예조 판서(禮曹判書)였고,  맹사성(孟思誠)은 섭중서령(攝中書令) 한성윤(漢城尹) 이었다.  황희(黃喜)는 지신사(知申事)였고 윤회(尹淮)는 이조 정랑(吏曹正郞)이었다.

## 같이 보기
- 맹사성
- 황희
- 권진
- 윤회